# Acorn Computers
Acorn Computers (hrvatski Žir računala) ime je za britansku tvrtku koja se bavila proizvodnjom računala, koja je osnovana 1978. godine u gradu Cambridgeu. Ova tvrtka razvila je računala:  Acorn Electron, BBC Micro, i Acorn Archimedes. Računala BBC Micro i Acorn Archimedes imali su zapaženi uspjeh kao računala u obrazovnom sustavu Velike Britanije između 1980. i ranih 1990-tih, kao standardna računala u osnovnom i srednjem školovanju. Tvrtka je također poznata po razvoju RISC mikroprocesora ARM koji je danas dominantan u uređajima koji trebaju nisku potrošnju kao mobiteli i dlanovna računala.

## Proizvodi
- Acorn System 1
- Acorn Eurocard systems
- Acorn Electron
- Acorn Atom
- BBC Micro
- BBC Master
- Acorn Archimedes
- Acorn NetStation NC
- RISC OS
- ARM